# Zendō
Pour le moine bouddhiste chinois, voir Shandao.
Zendō (禅堂, Zendō), du chinois : 禅堂 ; pinyin : chántáng ; litt. « halle de méditation ») est la translittération de ce dernier terme en japonais. Il  signifie « salle de méditation ». Dans un temple zen, le zendō est le lieu où l'on pratique zazen, la méditation assise zen. On désigne aussi parfois cet endroit par le mot dōjō.

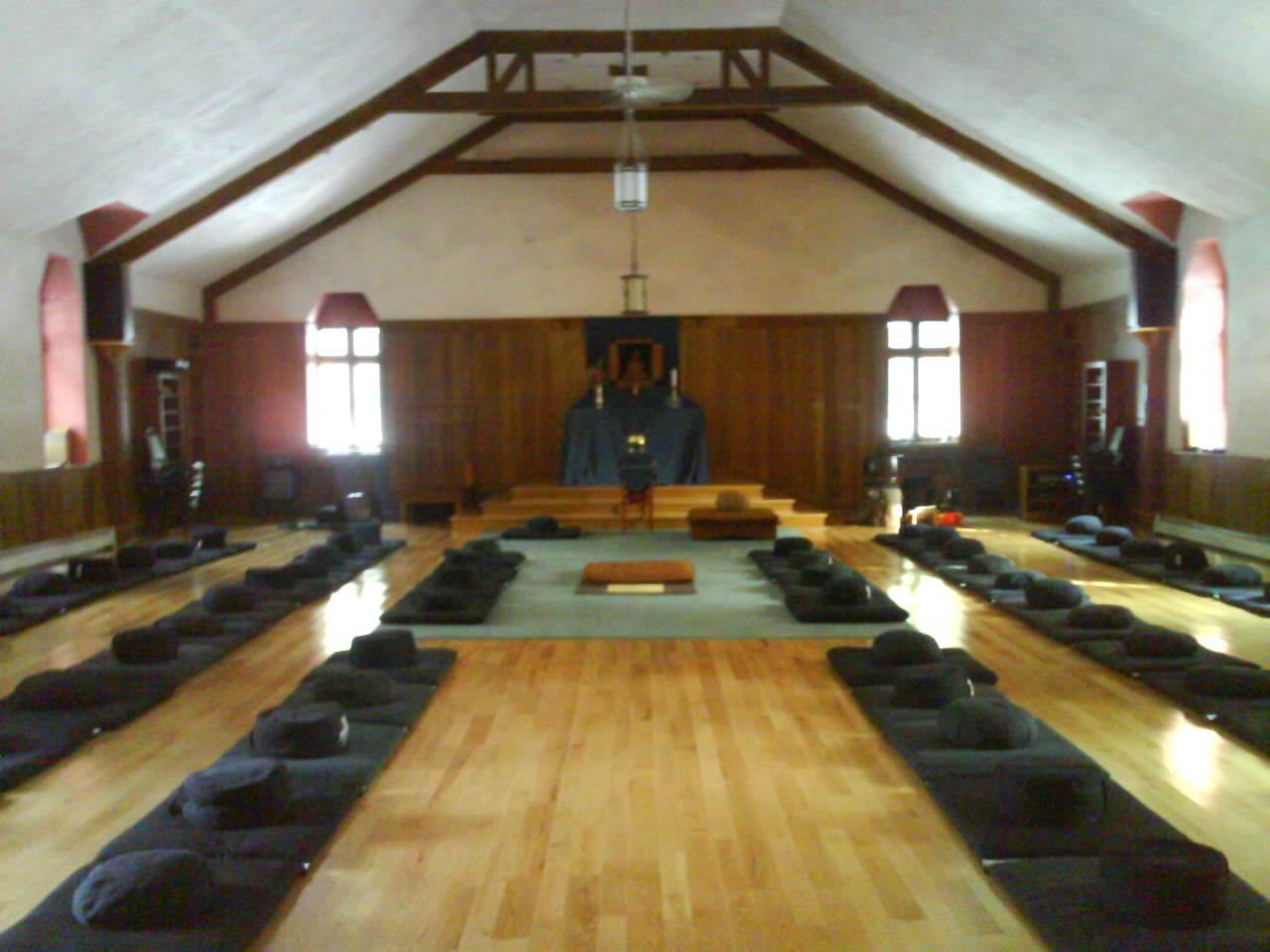
Le zendō du Zen Mountain Monastery (État de New York).

Un temple zen typique possédera au moins un zendō, et un hondō (bâtiment principal) utilisé pour les cérémonies, à côté d'autres bâtiments avec des fonctions différentes. D'une manière générale, on peut appeler zendō tout endroit destiné à la pratique de zazen.

## Architecture
Au Japon, le zendô est en principe une salle rectangulaire, dont la taille est fonction du nombre de moines qui vivent dans le temple. Toutefois, ce nombre ne dépasse en général pas la centaine, si bien que la surface de la salle n'excède pas une certaine taille. Il a en principe deux entrées. 

## Fonction du zendō
Le zendō est un endroit où sont mis en pratique les enseignements zen. À ce titre, il peut être un lieu d'enseignement bouddhique, avec notamment la présentation du Dharma au cours d'enseignements appelés teisho, mais c'est surtout un lieu de méditation — activité qui constitue le cœur de la pratique zen. On y pratique la méditation assise, zazen, et la méditation en marchant : kinhin.

## Étiquette dans le zendō

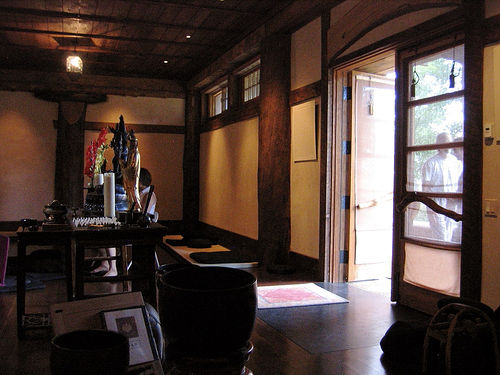
Intérieur du zendō d'Upaya Zen Center.

L'étiquette du zendō peut varier d'un temple à l'autre (et en fonction des écoles). Voici cependant les principales règles qui s'appliquent. 
- Franchir l'entrée par le côté gauche de l'entrée (donc sans faire face à la statue du Bouddha), en franchissant le seuil du pied gauche en premier.
- Faire gasshō et s'incliner vers l'autel.
- Avancer dans la pièce en contournant l'autel par la gauche, et aller vers sa place; si l'on doit tourner, le faire en dessinant un angle droit. (Dans le zen rinzai, lors de kinhin, on passe devant l'autel.)
- Une fois à sa place, s'incliner en gasshō devant son zafu (coussin de méditation) pour saluer les participants à gauche et à droite (qui peuvent également s'incliner) , puis effectuer un demi-tour pour saluer les participants de l'autre côté de la pièce (qui peuvent aussi s'incliner, selon les écoles).
- S'asseoir sur le zafu. Dans le zen sōtō, après le gassho à l'assemblée, on effectue un nouveau demi-tour pour s'asseoir face au mur.
- Tous les déplacements et tours sur soi se font dans le sens des aiguilles d'une montre.
- Quitter le zendô par le même côté qu'en entrant (donc à la droite du pratiquant), et en franchissant le seuil du pied droit.